# Erythroxylum cataractarum
Erythroxylum cataractarum là một loài thực vật có hoa trong họ Erythroxylaceae. Loài này được Spruce ex Peyr. mô tả khoa học đầu tiên năm 1878.